# 1795년 프랑스 총재선거
1795년 프랑스 총선은 1795년 10월 20일에 치러진 선거로, 공화력 3년 헌법에 따른 제한선거로 오백인회 중 150인을 선출했다

## 테르미도르의 쿠데타
프랑스 혁명이후 정권을 잡은 자코뱅파와 로베스피에르는 유력자를 차례차례로 숙청하거나, 해외로 유배하는 공포 정치를 펼쳤기 때문에, 1794년 7월 27일, 반로베스피에르파가 단결하여 테르미도르의 쿠데타를 일으켜 로베스피에르 무리를 처형하고 권력을 장악했다.
테르미도르파는 1795년 혁명의 색깔이 너무 강한 1793년 프랑스 헌법을 수정하여 《공화력 3년 헌법》(또는 1795년 프랑스 헌법)을 제정했다.

## 2/3 법
그러나 테르미도르파는 단순히 로베스피에르파와 대립하는 집단의 모임이었고, 정책적으로 일치한 것은 아니었다. 혁명의 이상에 불타는 혁명파와 급격한 개혁을 싫어하는 왕당파, 이렇게 두 파가 대립했다. 그러나 왕당파라고 해서 반드시 왕정복고를 희망하고 있는 것은 아니었고, 많은 혁명파에 대해 이전 체제를 부정하지 않겠다는 입장이었다.
헌법개정을 통해 실시되는 최초의 선거에서는 왕당파가 유리할 것으로 예상되자 혁명파는 "은퇴 의원의 일자리가 보장되지 않기 때문에 새로 의원에 출마하는 사람은 적은 것이다"고 주장하고 국민공회에서 2/3 이상의 의원을 유임시키는 법안을 제출하고, 헌법과 함께 통과시켰다. 이에 대한 왕당파의 저항은 1795년 10월 5일 방데미에르의 반란으로 이어진다.
그리고 1795년 10월 20일, 공화력 3년 헌법과 2/3법에 따라 오백인회 1/3인 150석에 대한 선거가 치러진다.

## 선거 결과
| 정당       | 의석 수 |
| ---------- | ------- |
| 공화파     | 63석    |
| 입헌군주파 | 54석    |
| 왕당파     | 33석    |